# Jayanta Talukdar
Jayanta Talukdar (Guwahati, 2 maart 1986) is een Indiaas boogschutter.
Talukdar was vijftien toen hij begon met boogschieten, hij schiet met een recurveboog. Hij deed mee aan diverse internationale wedstrijden, waaronder de Aziatische Spelen en de World Cup boogschieten. In 2004 won hij de zilveren medaille bij de wereldkampioenschappen voor de jeugd in Manchester, dit was Indiaas eerste medaille bij een wereldkampioenschap. Hij kreeg de Arjuna Award voor het jaar 2006 toegekend.
Hij behaalde in oktober 2006 zijn hoogste plaats (tweede) op de FITA-wereldranglijst.

## Palmares
| 2004 WK-Jeugd (individueel) 2005 WK (team) 2006 World Cup, stage 1 (individueel) Aziatische Spelen (team) | 2008 World Cup, stage 2 (team) World Cup, stage 3 2009 World Cup, stage 1 (team) World Cup, stage 2 (individueel en team) |